# Plan Mississippi
El Plan Mississippi de 1875 fue desarrollado por los demócratas sureños blancos como parte de la insurgencia blanca durante la Era de la reconstrucción en el sur de los Estados Unidos . Fue ideado por el Partido Demócrata de ese estado para derrocar al Partido Republicano de Misisipí mediante amenazas organizadas de violencia y supresión o compra del voto negro. Los demócratas querían recuperar el control político de la legislatura y la oficina del gobernador. Su éxito al hacerlo llevó a que los demócratas blancos adoptaran planes similares en Carolina del Sur y otros estados de mayoría negra.
Para poner fin a la violencia electoral y asegurar que los libertos fueran excluidos de la política, la legislatura estatal dominada por los demócratas aprobó una nueva constitución en 1890, que literalmente privó de sus derechos y desarmó a la mayoría de los negros al erigir barreras para el registro de votantes y la posesión de armas de fuego. La privación de derechos se impuso mediante la violencia terrorista y el fraude, y la mayoría de los negros dejaron de intentar registrarse o votar. Estos no recuperaron el poder de votar hasta fines de la década de 1960, cuando se aprobó la Ley federal de derechos electorales de 1965 para autorizar la supervisión federal de las prácticas estatales y proteger el derecho de voto de los ciudadanos.